# دیو گرت
دیو گرت (انگلیسی: Dave Garrett) یک گزارشگر ورزشی آمریکایی است.